# Expressão algébrica inteira
Expressões algébricas inteiras são aquelas que não têm incógnitas no denominador ou dentro de radicais. São um caso particular das expressões algébricas racionais.
Uma expressão algébrica pode ser inteira em relação a uma variável, por exemplo:
{\displaystyle {\frac {3}{4}}x^{2}-5ab^{2}x^{2}+{\frac {6}{7}}a^{3}x-{\sqrt {ab^{3}}}\,}
é uma expressão algébrica inteira em relação a x.

## Coeficiente
Coeficiente de uma quantidade é o número que indica quantas vezes esta quantidade entra por parcela. Por exemplo:
- {\displaystyle 3a=a+a+a\,}, o coeficiente é 3
- {\displaystyle a^{3}\,}, o coeficiente é 1 (por convenção, quando o coeficiente é 1, ele não é escrito).

## Parte literal
As incógnitas, o multiplicando de uma multiplicação, por exemplo, em {\displaystyle ab} a parte literal é {\displaystyle ab}, também fatores da efetuação e em {\displaystyle 8x^{2}y} é o {\displaystyle x^{2}y}